# Fengshan, Chengqu
Fengshan (kinesiska: 凤山)  är ett stadsdelsdistrikt i sydöstra Kina. Det ligger i stadsdistriktet Chengqu i staden Shanwei i provinsen Guangdong, omkring 220 kilometer öster om provinshuvudstaden Guangzhou. Antalet invånare är 93 268. Befolkningen består av 45 297 kvinnor och 47 971 män. Barn under 15 år utgör 17,0 %, vuxna 15-64 år 77 %, och äldre över 65 år 5,0 %.